# Metropolia di Drama

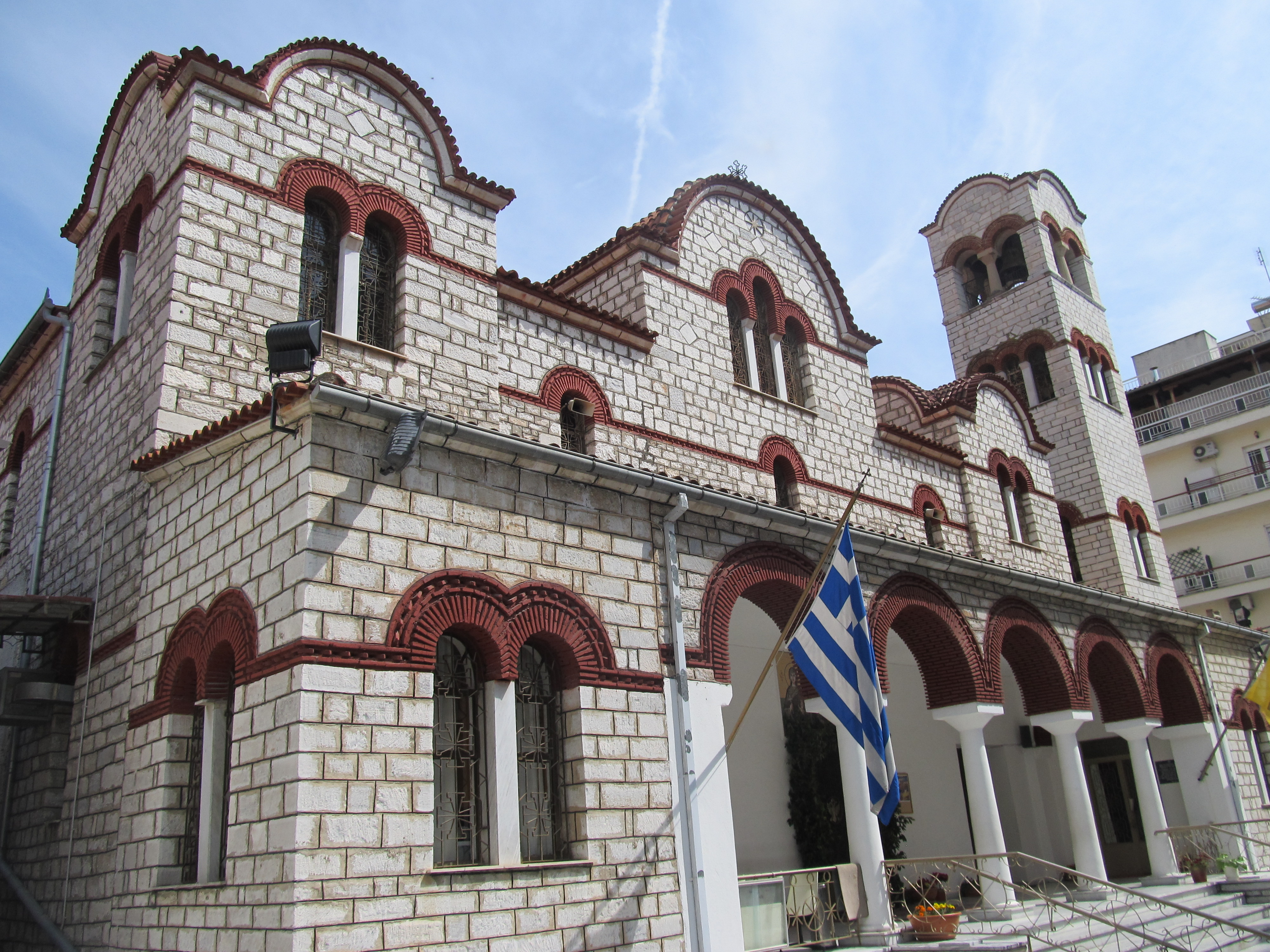
La cattedrale metropolitana di Drama, dedicata alla Theotókos.

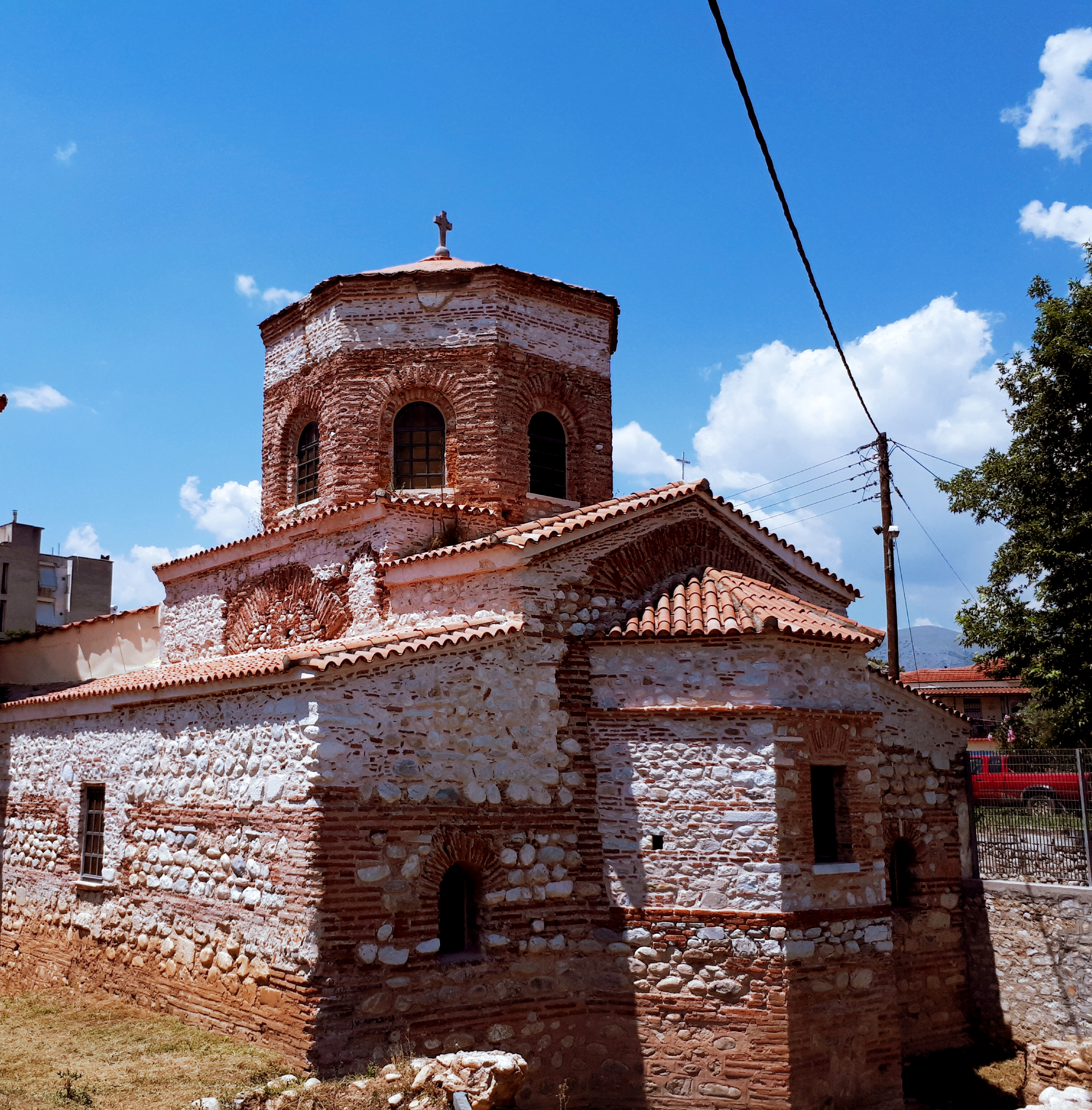
La chiesa di Santa Sofia di Drama, in stile bizantino.

Il monastero femminile di Panagia Eikosifoinissa.

La metropolia di Drama (in greco: Ιερά Μητρόπολις Δράμας; Ierá Mitrópolīs Dramas) è una diocesi del patriarcato ecumenico di Costantinopoli, pastoralmente affidata alla Chiesa di Grecia, con sede a Drama, nella Macedonia Orientale e Tracia, dove si trova la cattedrale metropolitana della Theotókos.
Dal 18 ottobre 2022 il metropolita è Doroteo Paparis.

## Territorio
La metropolia comprende parte dell'unità periferica di Drama nella Macedonia Orientale e Tracia.
Sede del metropolita è la città di Drama, dove si trova la cattedrale metropolitana della Theotókos.
Sul territorio della metropolia si trovano 4 monasteri ortodossi.
Dal punto di vista canonico, la metropolia fa parte del patriarcato ecumenico di Costantinopoli. Tuttavia, trovandosi in territorio greco, la gestione pastorale è affidata alle cure dell'arcivescovo di Atene e della Chiesa di Grecia.

## Storia
La città di Drama dovette ricevere ben presto il cristianesimo, per la vicinanza con Filippi, città che fu visitata dall'apostolo Paolo, che vi fondò la prima comunità cristiana sul suolo europeo. Dal punto di vista ecclesiastico, Drama apparteneva all'arcidiocesi di Filippi, sede metropolitana della Macedonia. Durante il X e XI secolo la città e la regione vissero un momento di grande prosperità. Risalgono a questo periodo la fondazione della chiesa di Santa Sofia, in stile bizantino, e la fondazione del monastero di Panagia Eikosifoinissa nelle colline sovrastanti la città.
Una diocesi indipendente è attestata dalle Notitiae Episcopatuum del patriarcato di Costantinopoli a partire dalla fine del XII secolo, dapprima come arcidiocesi autocefala e poi, dal XIV secolo, come sede metropolitana senza suffraganee.
Le prime attestazioni dell'esistenza di una metropolia risalgono alla prima metà del XIV secolo, con i vescovi Callinico e Sofronio. In seguito, a partire dalla seconda metà del secolo, la diocesi è unita, dapprima momentaneamente e poi definitivamente, con la sede di Filippi. Molti vescovi portarono il doppio titolo di metropoliti di "Drama e Filippi" o "Filippi e Drama". Nel 1663, all'epoca del patriarca Dionisio III di Costantinopoli, alla metropolia fu aggiunto anche il titolo di Zichni (oggi Nea Zichni). Il triplice titolo di "metropolia di Drama, Filippi e Zichni" fu mantenuto fino al 1924, quando furono erette le metropolie di Zichni e di Filippi.

## Cronotassi
- Callinico † (menzionato nel 1316)[6]
- Sofronio † (menzionato nel 1344)[7]
- Ignazio † (prima del 1359)[8]
- Daniele † (dopo il 1344 - prima del 1359)[9]
- ioasaf † (1389 - 1392/1393 eletto metropolita di Larissa)[10]
- Dositeo † (1437 - 1440)[11]
- Anonimo † (menzionato nel 1467)[6]
- Giacomo † (menzionato nel 1474 e nel 1483)[6]
- Anonimo † (menzionato nel 1488)[6]
- Gioacchino † (? - 1498 eletto patriarcato di Costantinopoli)
- Atanasio † (menzionato nel 1548)[12]
- Gioacchino † (menzionato nel 1555)
- Neofito †
- Nicanore †
- Atanasio † (menzionato nel 1593)
- Neofito † (maggio 1611 - agosto 1618 eletto metropolita di Nicomedia)[13]
- Clemente † (1619 - marzo 1622)
- Abercio † (? - 1636 deceduto)[14]
- Teoclito † (1636 - circa 1639 deceduto)[14]
- Gerasimo † (gennaio 1640 - agosto 1651 dimesso)[15]
- Sofronio † (agosto 1651 - maggio 1653 deposto)[16]
- Lorenzo † (maggio 1653 - ?)[17]
- Germano † (6 dicembre 1663 - ottobre 1673 dimesso)
- Neofito † (13 marzo 1674 - ?)
- Antonio † (menzionato nel 1682)
- Damasceno † (1688 - 9 marzo 1689)
- Gregorio † (1692 - 1700)
- Antimo † (maggio 1701 - giugno 1710)
- Gioacchino † (menzionato a febbraio 1721)
- Partenio † (menzionato a agosto 1721)
- Giacomo † (menzionato a maggio 1739)
- Callinico † (26 ottobre 1739 - dopo aprile 1753)
- Bartolomeo † (menzionato a novembre 1761)
- Gregorio † (menzionato tra il 1781 e il 1783)
- Giuseppe Antonopoulos † (1787 - 1810)
- Partenio Katsakoulis † (30 novembre 1810 - giugno 1817 eletto metropolita di Metimna)
- Crisante † (luglio 1817 - settembre 1817)
- Nicodemo Kairis † (settembre 1817 - novembre 1824 eletto metropolita di Prusa)
- Dionisio † (novembre 1824 - 4 maggio 1831 eletto metropolita di Veria)
- Germano † (maggio 1831 - 22 novembre 1835 eletto metropolita di Derco)
- Neofito Vegleris (o Psaroudis) † (22 novembre 1835 - giugno 1842)
- Atanasio Kairis † (giugno 1842 - gennaio 1852 deceduto)
- Melezio Staraveros † (2 febbraio 1852 - 13 maggio 1861 deposto)
- Agatangelo Scholarios (o Gavrielides) † (23 maggio 1861 - 25 maggio 1872 eletto metropolita di Efeso)
- Giannizio Oikonomou † (25 maggio 1872 - 2 gennaio 1879 deceduto)
- Germano Michailidis † (30 gennaio 1879 - 25 luglio 1896)
- Filoteo Konstantinidis † (1º agosto 1896 - 18 maggio 1902 eletto metropolita di Imbro)
- Crisostomo Kalafatis † (18 maggio 1902 - 11 marzo 1910 eletto metropolita di Smirne)
- Agatangelo Konstantinidis † (13 marzo 1910 - 25 ottobre 1922 eletto metropolita di Neocesarea)
- Lorenzo Papadopoulos † (25 ottobre 1922 - 24 luglio 1928 deceduto)
- Basilio Kombopoulos † (2 ottobre 1930 - 26 dicembre 1941 deceduto)
- Giorgio Misailidis † (24 febbraio 1942 - 30 settembre 1958 deceduto)
- Filippo Tsorvas † (14 ottobre 1958 - 20 novembre 1964 deposto)
- Dionisio Kyratsos † (21 novembre 1965 - 30 settembre 2005 deceduto)
- Paolo Apostolidis † (9 ottobre 2005 - 2 maggio 2022 deceduto)
- Doroteo Paparis, dal 16 ottobre 2022